# Jacomina Hondius
Jacomina Hondius of Jacomijne De Hondt (Wakken, 24 juni 1558 - Amsterdam, 2 januari 1628) was een Vlaams-Nederlands kalligraaf, de eerste kalligrafe in Europa.

## Levensloop
Jacomijne Hondius groeide op in Gent, als dochter van deurwaarder Olivier de Hondt en van Petronella van Havertuyn. In 1584 week ze uit naar Londen samen met haar broer Jodocus, allebei overtuigde protestanten. Ze trouwde er met Petrus Montanus (Pieter van den Berghe; 1560-1625), die net als Jodocus graveerder en cartograaf was. Het werd een trio, met de graveerder en schoonbroer van Jodocus, Petrus Kaerius (Pieter van den Keere; 1571 - ca. 1646).
Jacomina kreeg vijf zoons, onder wie Samuel Montanus (1592-1669), die ook graveerder werd en twee andere, Jacobus (1595 - ca. 1644) en David Montanus (1597 - ca. 1645), die boekhandel dreven.
Zij droeg bij met twee platen aan de anthologie van haar broer Jodocus, gewijd aan de Europese kalligrafie, de  eerste in zijn soort, onder de titel Theatrum artis scribendi (Amsterdam, 1594). Haar platen waren getekend Jacquemyne Hondius en verschenen naast werk van bekende kunstenaars, zoals John de Beauchesne. Er zijn geen andere door haar gemaakte platen bekend die zouden gepubliceerd zijn.
Ze woonde van 1584 tot 1595 in Londen, van 1595 tot 1598 in Vlissingen, van 1598 tot 1602 in Middelburg en van 1602 tot aan haar dood in Amsterdam.

## Voetnoten
1. ↑  Keuning, J. "Jodocus Hondius Jr." Imago Mundi, vol. 5, 1948, pp. 63–71. JSTOR, http://www.jstor.org/stable/1149786.
2. ↑  Samuel Montanus, Ecartico.  Gearchiveerd op 6 april 2023.
3. ↑  Jacobus Montanus, Ecartico.  Gearchiveerd op 9 juni 2023.
4. ↑  David Montanus, Ecartico. Gearchiveerd op 6 april 2023.
5. ↑  Writing manuals and copybooks (16th to 18th century), Britannica. Gearchiveerd op 6 april 2023.
6. ↑  Beau-Chesne, Jehan de, Baildon, John (1571). A booke containing diuers sortes of hands as well the English as French secretarie with the Italian, Roman, chancelry and court hands. Thomas Vautrouillier, London.